# Jean Samuel Pauly

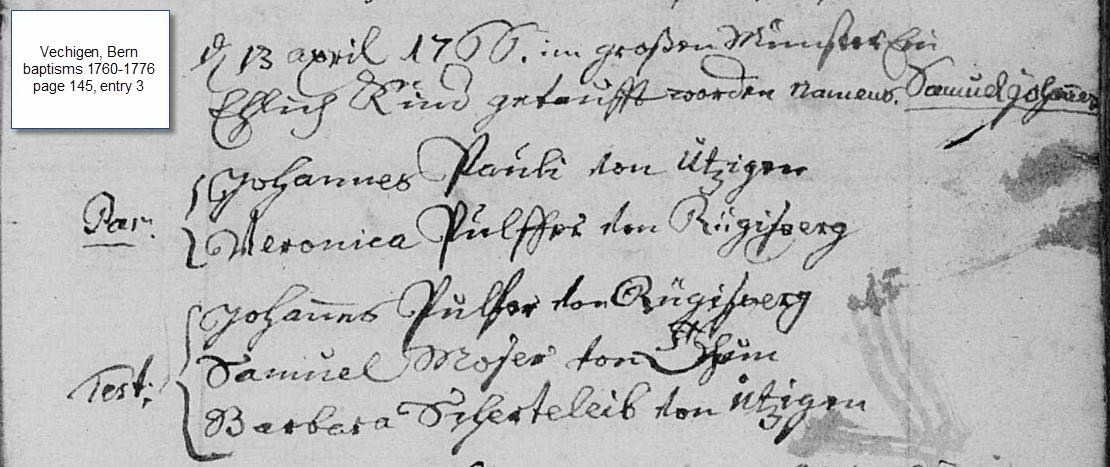
Certidão de batismo de Jean Samuel Pauly.

Jean Samuel Pauly (13 de abril de 1766 Vechigen, Suíça — c. 1821 Grande Londres, Inglaterra), nascido Samuel Johannes Pauli, foi um inventor e armeiro suíço do início do século XIX. 
Os registros da paróquia mostram que ele foi batizado em Vechigen, perto de Berna, Suíça, em 13 de abril de 1766, filho de Johann Pauli e Veronika Christine (nascida Pulfer).

## Realizações

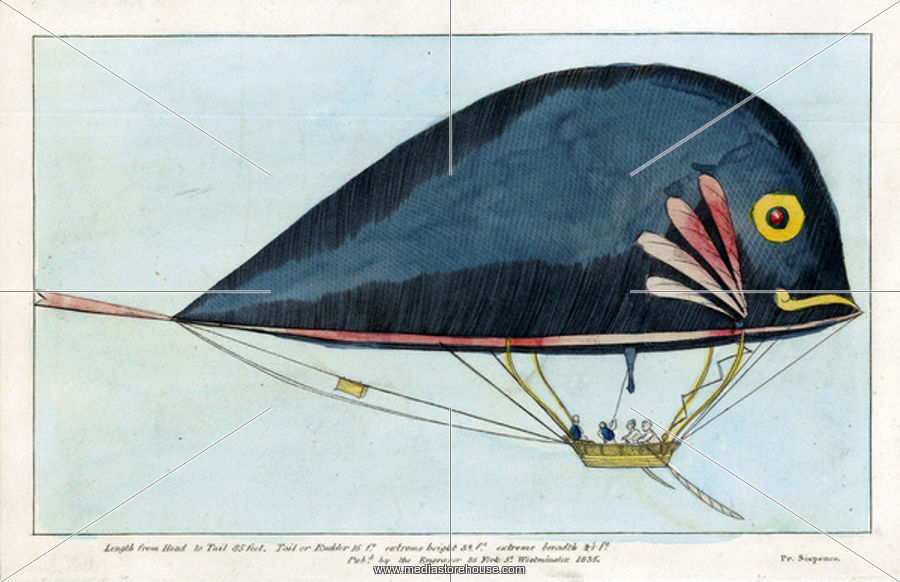
Um dos modelos de balão dirigível de Jean Samuel Pauly em forma de peixe ca. 1817.

Jean Samuel Pauly começou, projetando e fabricando carruagens, tendo bastante sucesso nesse ramo já em 1796.
Entrou para o exército e se tornou sargento em 1798, tendo escrito um manual de uso de armas de fogo em 1799.[carece de fontes?]
Desenhou um balão dirigível em 1802, mas sem recursos e patrocinadores, emigrou para a França.[carece de fontes?]
Na França ele desenvolveu e construiu seus balões dirigíveis, sendo o primeiro voo em 22 de agosto de 1804, tendo voado nele com sucesso novamente em 4 de novembro de 1805, durante cerca de quatro horas e meia.[carece de fontes?]
Enquanto em Paris, Pauly manteve contato com o fabricante de armas de Saint-Étienne; usando o título de "Coronel Jean Samuel Pauly", ele estabeleceu uma oficina de armeiro onde projetou uma ponte automática e desenvolveu a fórmula do fulminato de mercúrio. Em 1808, em associação com o armeiro francês François Prélat, Pauly criou os primeiros cartuchos totalmente autocontidos; estes incorporaram uma base de cobre com pólvora de espoleta de clorato de potássio integrada (a principal inovação de Pauly), uma bala redonda e estojo latão ou de papel. Ao contrário dos cartuchos posteriores, as paredes do estojo não eram muito resistentes, embora houvesse uma na base, semelhante ao cartucho Pottet de 1855, pois o cartucho era carregado pela culatra e disparado por um mecanismo em forma de agulha que transpassava o estojo e ia bater na "espoleta" que ficava junto à bala; essa arma de disparo central ativada com "agulha" ou o modelo ativado por um pino se tornariam uma característica importante das armas de fogo depois disso, e em 1809 Pauly empregou o alemão Johann Nikolaus von Dreyse, que mais tarde se tornaria o inventor do famoso Fuzil Dreyse.[carece de fontes?]

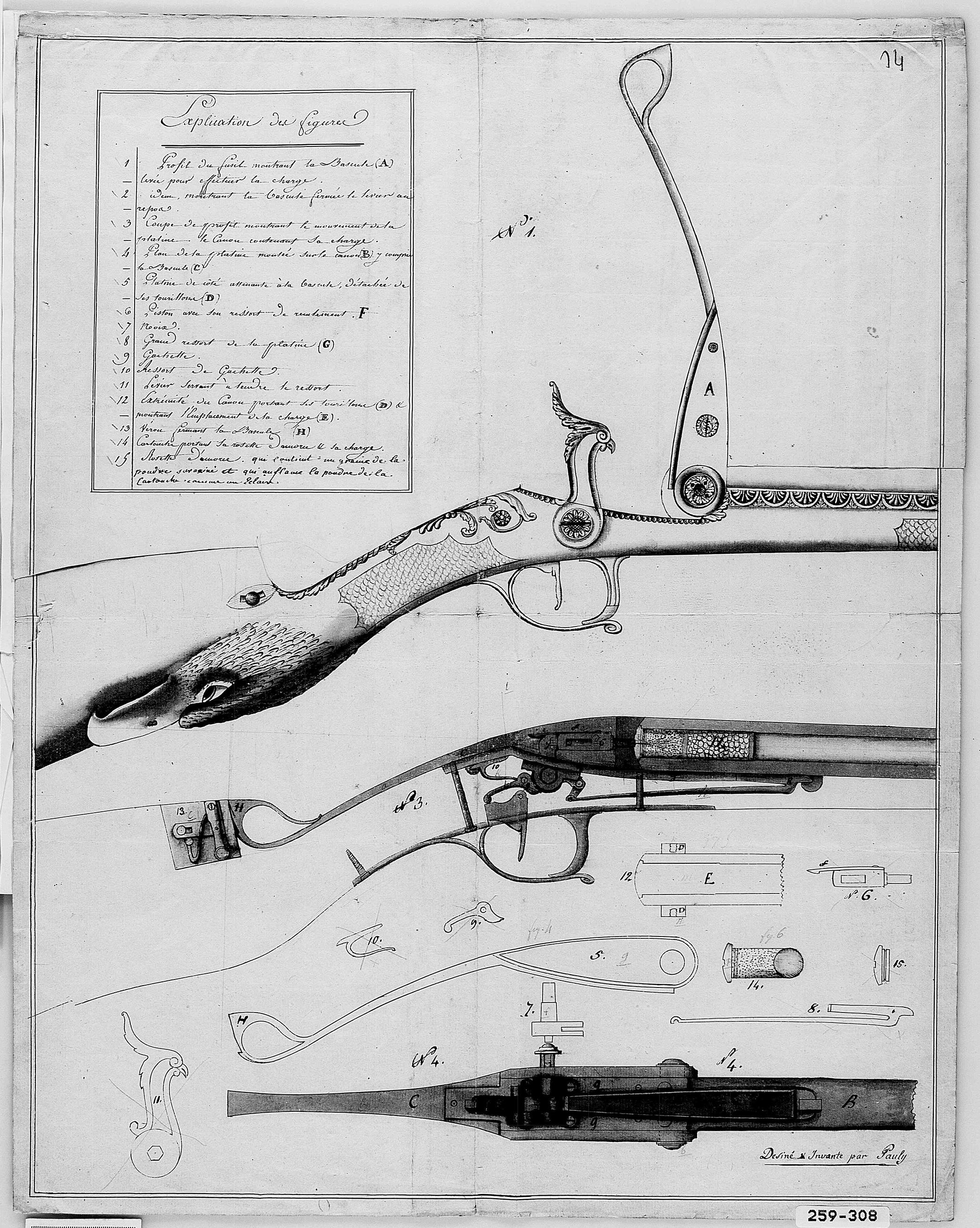
Espingarda por retrocarga usando cartuchos autônomos; patente francesa de 29 de setembro de 1812 por Samuel Johannes Pauli.

A arma de fogo correspondente a esse novo cartucho, também foi desenvolvida por Pauly, que fez uma versão melhorada que foi protegida por uma patente em 29 de setembro de 1812, e o cartucho por sua vez, foi aprimorado pelo armeiro francês Casimir Lefaucheux em 1836. É relatado que o próprio Napoleão disse sobre as armas de Pauly: "As invenções que precedem seu tempo permanecem inexploradas até que o conhecimento geral tenha atingido o mesmo nível".
Quando Paris caiu nas mãos das forças da Sexta Coligação em 5 de abril de 1814, von Dreyse partiu para a Prússia, mas Pauly partiu para Londres com as plantas de seu dirigível "piscine" em sua bagagem.[carece de fontes?]
Em Londres, Pauly adotou o nome de "Samuel John Pauly", e com o patrocínio do armeiro Durs Egg, e em 1815 os dois obtiveram permissão do Rei Jorge III para produzir um balão dirigível em forma de pássaro ou de peixe, e dessa vez, Pauly já pretendia usar um pequeno motor a vapor.
Os projetos dos balões não se concretizaram, e o vôo inaugural nunca aconteceu, mas a natureza das dificuldades com as quais os aeronautas lutaram é desconhecida. Com o fracasso do projeto, esses dois pioneiros de dirigíveis suíços entraram em conflito e sua relação de trabalho se desfez.
Durante esse tempo de trabalho com Egg, Pauly não se esqueceu de seu design revolucionário de arma de fogo e, enquanto na Inglaterra, Pauly obteve mais duas patentes para modificações em sua arma. A primeira patente foi concedida em 4 de agosto de 1814 e cobria um novo design de uso de ar comprimido para mover uma agulha no composto de espoleta muito rapidamente provocando sua ignição; também cobria um canhão que usava um projeto de ignição semelhante. A segunda patente foi concedida em 14 de maio de 1816 e foi um aprimoramento da primeira, cobrindo a pistola e mais variações da arma; também entrou em muito mais detalhes sobre o canhão.[carece de fontes?]
Pauly afundou na pobreza e em 1821 (ou logo depois), quando ainda na casa dos cinquenta, ele morreu em algum lugar da cidade grande, e suas conquistas foram esquecidas por muitos anos.